# マーク・タカイ
カイル・マーク・タカイ(英語: Kyle Mark Takai, 1967年7月1日 - 2016年7月20日)は、アメリカ合衆国・ホノルル出身の政治家、民主党員。
タカイは、ハワイ陸軍州兵として中佐を務め、2009年には政治活動と並行して「イラクの自由作戦」に参加した。
2015年から2016年までハワイ州第1選挙区のアメリカ合衆国下院議員を務めた。ハワイ州下院議員(通算5期)。2016年5月、体調不良を理由に再選を目指さないことを表明し、その2ヵ月後に膵臓がんで死去した。

## 経歴・人物
タカイは、ハワイのホノルルで生まれた。1985年にパールシティ高校を卒業し、高校時代は水泳で州選手権で4度の優勝を果たし、100M平泳ぎで高校のオールアメリカンに選ばれた。ハワイ大学マノア校では、政治学の学士号と公衆衛生学の修士号を取得した。ハワイ大学マノア校在学中、ウェスタン・アスレチック・カンファレンスの水泳チャンピオンとなり、ハワイ大学連合学生会長や学生新聞の編集長を務めた。

## 政治家として
1994年、真珠湾に近いパールシティの第34選挙区から立候補し、ハワイ州下院議員に初当選した。その後、2012年にアイエアの第33選挙区に転出した。
タカイは、20年間務めた州議会議員の職を離れ、2014年の選挙で、現職下院議員コリーン・ハナブサが上院議員に鞍替え立候補したことを受けて、ハワイ州第1選挙区の民主党下院議員候補となった。51.2%の得票率で、共和党のチャールズ・ジョウ元下院議員を破り当選。
2015年11月には、太平洋諸島での原爆実験後の清掃作業に関わったことで病気になった人への連邦補償を拡大する「被曝兵医療均等法(Atomic Veterans Healthcare Parity Act)」を提出した。

### 所属委員会
- 軍事委員会[12]
  - 戦術的空軍・陸軍小委員会
  - 戦略部隊小委員会
- 中小企業委員会[12]
  - 農業・エネルギー・貿易小委員会
  - 契約・労働力小委員会

## アメリカ陸軍
タカイは1999年7月19日にハワイ陸軍国家警備隊（HIARNG）の中尉に任命され、予防医務官として勤務した。その後、兵士サービス部門の本部長と学校連絡担当者も務めた。2013年5月14日に中佐に昇進。また、ハワイ州警備隊協会の会長や、ハワイ州警備隊協会-ハワイ保険会社の社長も務めた。
2005年5月から11月までの6カ月間、ハワイ陸軍国家警備隊の州軍外科医として招集された。その後、2006年11月から2008年5月まで、第29旅団支援大隊のチャーリー中隊（医療）の中隊長を務めた。2009年2月から9月まで、クウェートのキャンプ・パトリオットの基地運営責任者（キャンプ・マイヨール）として、イラクの自由作戦作戦に従事した。
2009年には米国陸軍から功労賞、2011年には米国国防協会から特別功労賞、2012年にはハワイ特別功労賞を受賞している。

## 死去
タカイは、2015年10月下旬に膵臓に小さな腫瘍があると診断された。2016年5月19日、がんが転移したため再選を目指さないことを発表したが、残り8カ月の任期を全うすることを誓った。その2ヵ月後にアイエアの自宅で亡くなった。享年は49歳であった。
2018年には、死後にハワイ水泳殿堂入りを果たした。